# Plesionika williamsi
Plesionika williamsi is een garnalensoort uit de familie van de Pandalidae. De wetenschappelijke naam van de soort is voor het eerst geldig gepubliceerd in 1964 door Forest.